# Carl Johan Oscar von Segebaden
Carl Johan Oscar von Segebaden, född 8 oktober 1821 i Landskrona, död 6 mars 1892 i Klara församling, Stockholm, var en svensk jurist.
von Segebaden var assessor i Göta hovrätt, revisionssekreterare, och justitieråd i Högsta domstolen 1872–1886.